# Desperado (theaterstuk)
Desperado is een theaterproductie van "Het Toneelhuis" dat zijn première kende op 16 mei 2013 onder regie van Bart Meuleman. De tekst werd geschreven door Kas & de Wolf. Acteurs zijn Tom Dewispelaere, Kevin Janssens, Johan Van Assche en Marc Van Eeghem.

## Plot
Vier mannen brengen het weekend door in een cowboydorp. In vol ornaat. In het diepst van hun gedachten zijn het helden van de Far West, maar in het dagelijkse leven is het heldendom pijnlijk verweg. Zwartgallige maar onweerstaanbare humor, op tekst van het Nederlandse duo Kas & de Wolf. De vier mannen praten een taal vol gemeenplaatsen, in feite een hoop geleuter over niets. Achter hun woorden gaan echter een grote eenzaamheid en een tristesse schuil. Ze proberen ook elkaar een trap te geven, want ieder van hen voelt zich, al is het maar héél even, beter dan de ander. Het beeld dat van de vier geschetst wordt is niet fraai, wat just voor een komisch effect zorgt. 